# Deal (Kent)

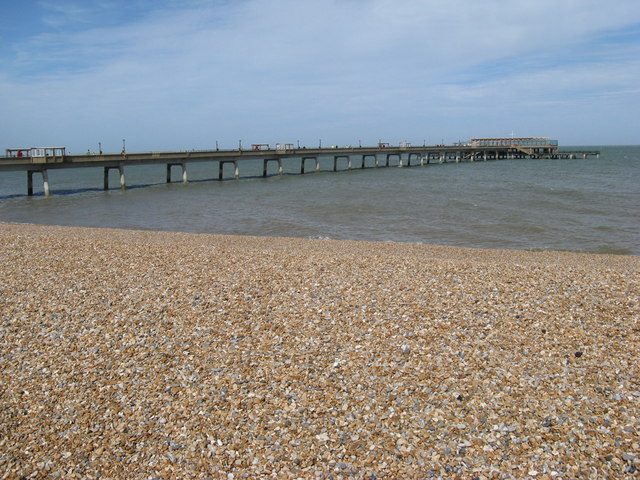
Pier von Deal

Deal ist eine Küstenstadt im Dover District der englischen Grafschaft Kent mit rund 20.800 Einwohnern (2011). Sie liegt an der Straße von Dover, 13 Kilometer nordöstlich von Dover. Der ehemalige Marinehafen liegt zwischen Dover und Ramsgate. Eng mit Deal verbunden sind die Orte Kingsdown und Walmer, Letzteres der Ort, an dem Julius Caesar den Vermutungen nach zum ersten Mal Großbritannien betrat.
Deal wurde 1278 in die Cinque Ports aufgenommen, früher eine einflussreiche wirtschaftliche und militärische Allianz von Hafenstädten am Ärmelkanal. Zurückzuführen auf seine Lage an den Sandbänken Goodwin Sands wurde Deal zeitweise zu einem der größten Militärhäfen in England. Heute genießt es den Ruf eines ruhigen Badeortes, die malerischen Straßen und Häuser sind Überbleibsel von Deals bewegter Geschichte. Die französische Küste ist etwa 40 Kilometer entfernt und an klaren Tagen erkennbar.
Zu den Wahrzeichen des Ortes gehört das Deal Castle, eine von Heinrich VIII. um 1540 errichtete Küstenfestung.
In Deal wurde im 1. oder 2. Jahrhundert n. Chr. in einem Souterrain-Heiligtum „Dealgnait“ – eine lokale Todesgottheit oder Fruchtbarkeitsgöttin – verehrt. Das angelsächsische Gräberfeld auf dem Mill Hill mit dem eisenzeitlichen „Deal Warrior“ liegt in der Nähe stillgelegter Kreidebrüche, bei Deal.

## Söhne und Töchter der Stadt
- Elizabeth Carter (1717–1806), Dichterin, Altertumswissenschaftlerin, Autorin und Übersetzerin
- David Wooldridge (1927–1998), Komponist und Dirigent
- Stephen Chidwick (* 1989), Pokerspieler

## Trivia
Nach dem Ort wird der kleine britische Küstensegelbootstyp Deal Galley bezeichnet.